# Walcha
Walcha è una città del Nuovo Galles del Sud in Australia, nel Northern Tablelands, contea di Walcha. Nel 2016 contava 1 451 abitanti. È sede della contea.

## Posizione e comunicazioni
Essa si trova a 425 km di strada da Sydney, sull'intersezione fra l'autostrada rurale di Oxley e la strada di Thunderbolts, a 91 km da Tamworth e a 163 km da Macquarie. Il fiume Apsley attraversa la città per poi "cadere" con le Cascate di Apsley prima di unirsi al fiume Macleay. In origine il fiume provocava allagamenti nella città, prima che fosse eretta un argine, che risparmiò alla città da ulteriori inondazioni.
La principale linea ferroviaria nel nuovo Galles del Sud ha il suo capolinea a 20,7 km a nord presso il villaggio chiamato Walcha Road. Il servizio ferroviario è giornaliero con il NSW TrainLink Xplorer, che opera tra Sydney e Armidale. La ferrovia fu costruita a Walcha Road, poiché era il punto più vicino da cui arrivare alla città, a causa della ripida scarpata sulla Grande Catena Divisoria.

## Clima
Come la maggior parte del Tablelands settentrionale, il clima di Walcha può essere descritto come "clima subtropicale da altopiano" (classificazione climatica di Köppen: Cfb), ma con una relativamente forte influenza e caratteristiche continentali: freddo in inverno e da mite a caldo in estate, con una temperatura che varia da -2,3 °C a 11,8 °C in luglio e da 11,7 °C a 25,5 °C in gennaio. Le precipitazioni medie annue sono di 751.0 mm–la neve e il ghiaccio invernali non sono un'eccezione. Le temperature della città più alte e più basse sono risultate fino ad ora rispettivamente di 35.6 °C e -12.8 °C.

## Flora
Il distretto ospita un'ampia gamma di piante attraverso una varietà di forme orografiche. Alcune delle piante native che possono essere viste crescere naturalmente a Walcha sono: acacia, Eucalyptus viminalis ssp. huberiana, Eucalyptus melliodora, Eucalyptus nicholii, Eucalyptus nova-anglica, Eucalyptus viminalis, Exocarpos cupressiformis (ciliegie native) e Jacksonia scoparia.
Tra alcune delle piante rare o a rischio estinzione che si possono veder crescere troviamo: Chiloglottis anaticeps, Eucalyptus michaeliana, e Philotheca myoporoides, che crescono nei parchi nazionali.

## Fauna
Canguri grigi, wallaby, opossum australiani, echidne serpenti neri e marrone, scincidi (lucertole dalla lingua azzurra),  Amphibolurus muricatus possono essere visti intorno alla città. Gli uccelli che sono presenti nell'area locale comprendono: corvidi, daceli, charadriinae, anatre sposa, platalee, cacatua rosa, strepere, roselle cremisi e cacatuidi.

## Economia

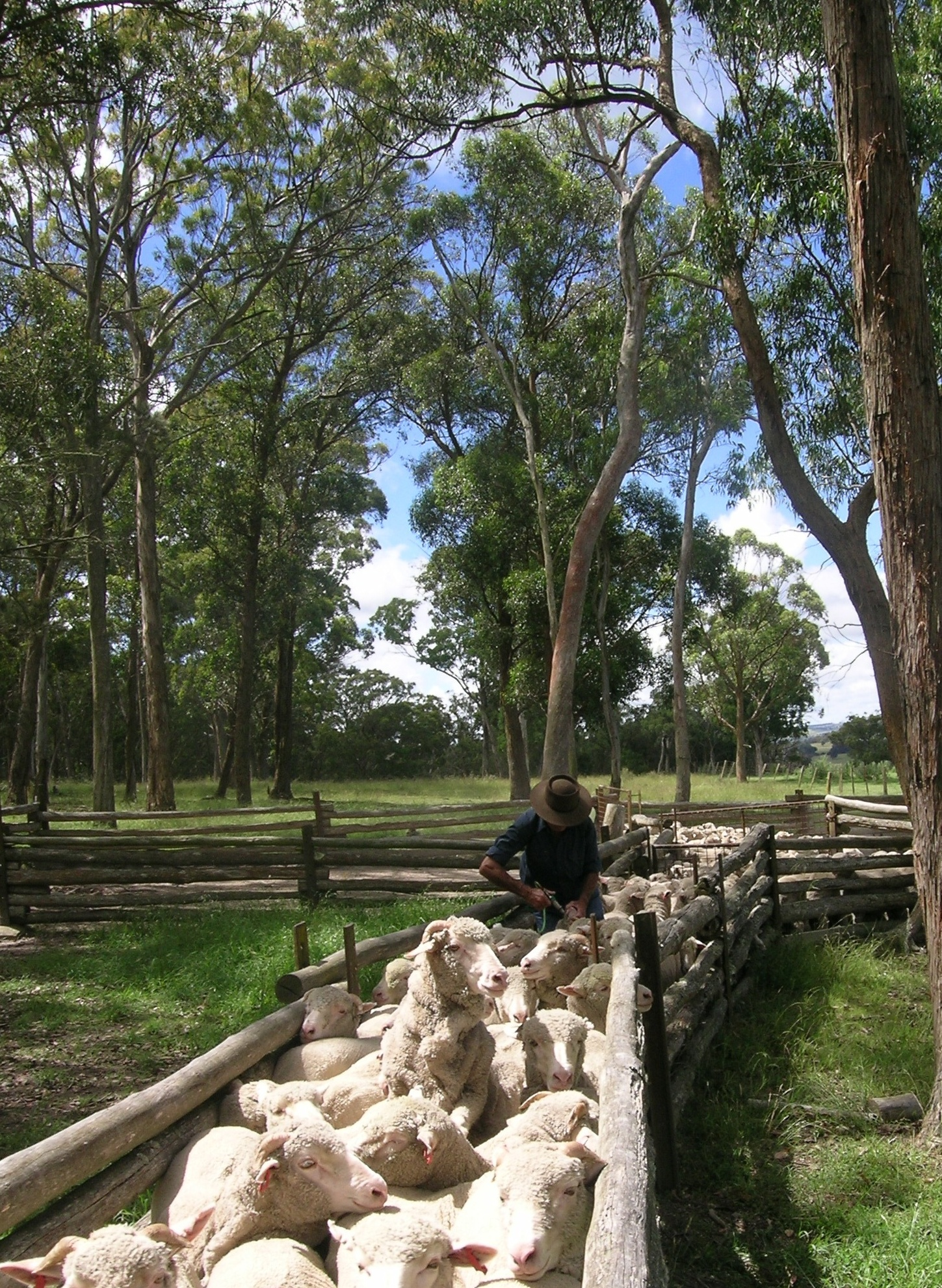
Giovani pecore merino intruppate a Walcha

Walcha è nota come "Il meraviglioso pascolo": l'attività dominante nella zona è il pascolo, con un'emergente industria del legno. Nel distretto vivono circa 937000 pecore (in gran parte di razza merino) e circa 85500 tra stalloni e bovini da carne. Gli animali allevati nel distretto di Walcha sono i migliori del Paese e la locale lana sopraffina è stata riconosciuta come la migliore del mondo. Nel 2008 è stata instaurata una moderna produzione di latticini che conta su circa sette milioni di litri di latte liquido all'anno per il mercato del latte fresco del sud est del Queensland.
Qualche buon purosangue inglese è stato generato nel distretto, compresi Blue Spec, che vinse la Coppa Melbourne con un tempo da record, 
Kennaquhair, che vinse la Coppa Sydney a tempo di record e il AJC Metropolitan Handicap, Eric e Tar Girl, etc. Vicino alla città c'è un allevamento di purosangue.
Vi sono anche parecchie, grosse attività di autotrasporto, di comunicazioni insieme a quelle di ingegneria. Tutti i normali servizi di commercio al dettaglio sono presenti nella città.